# Nyksund

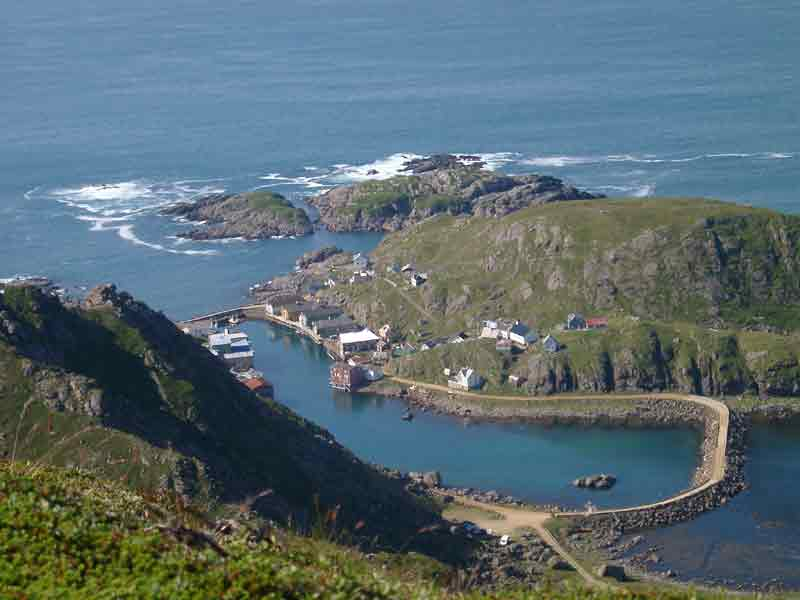
Nyksund

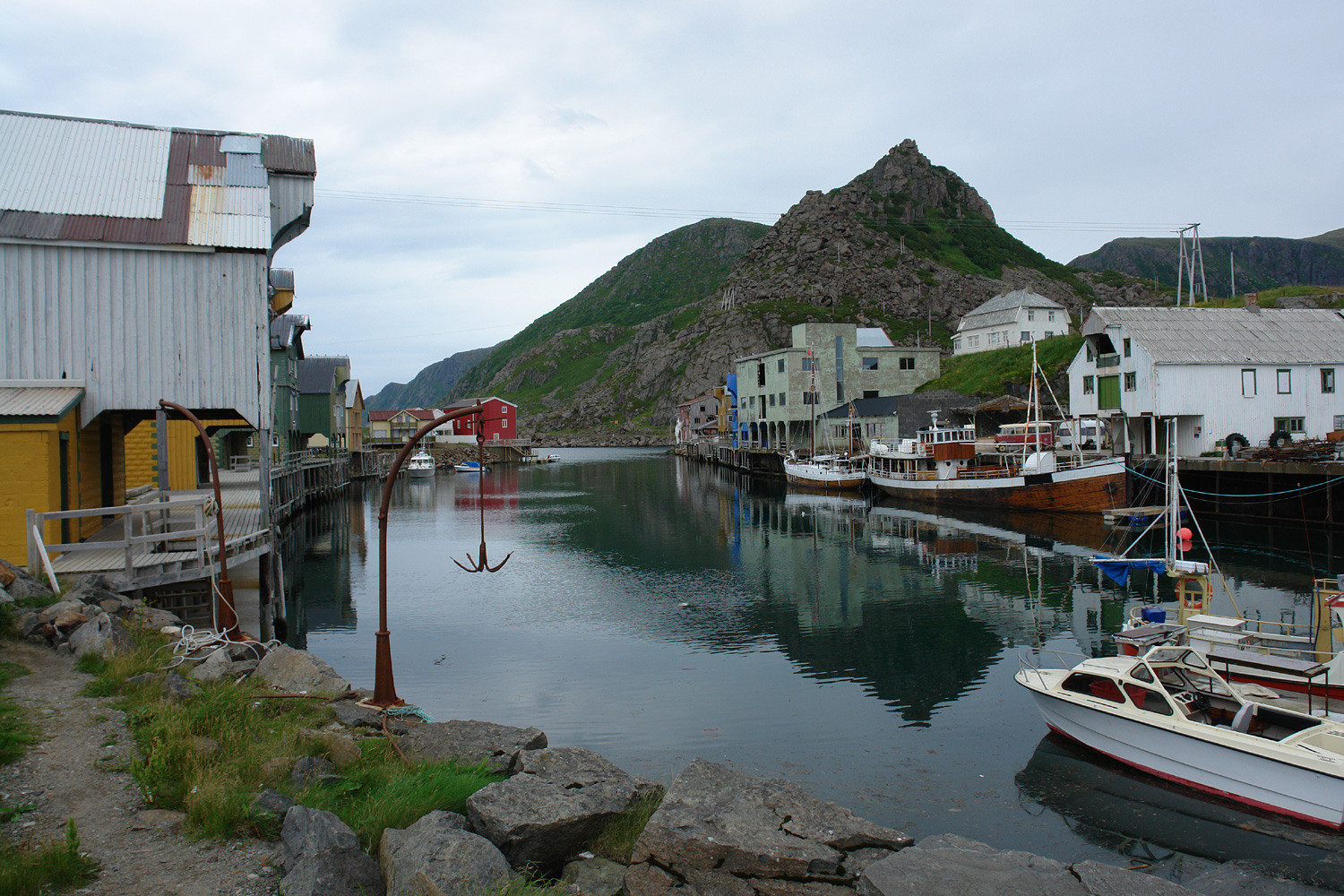
Nyksund 2006

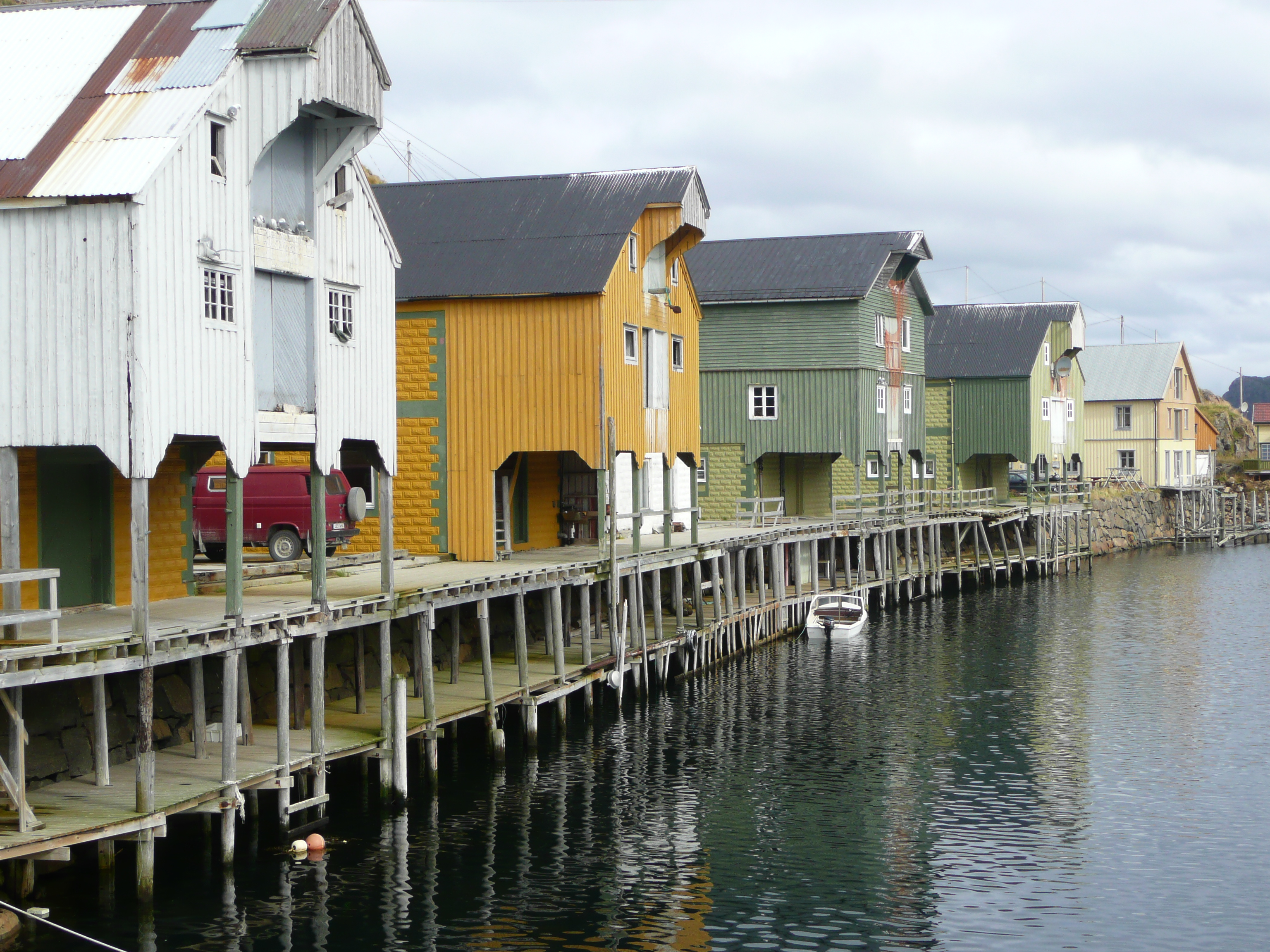
Nyksund, Kaibebauung

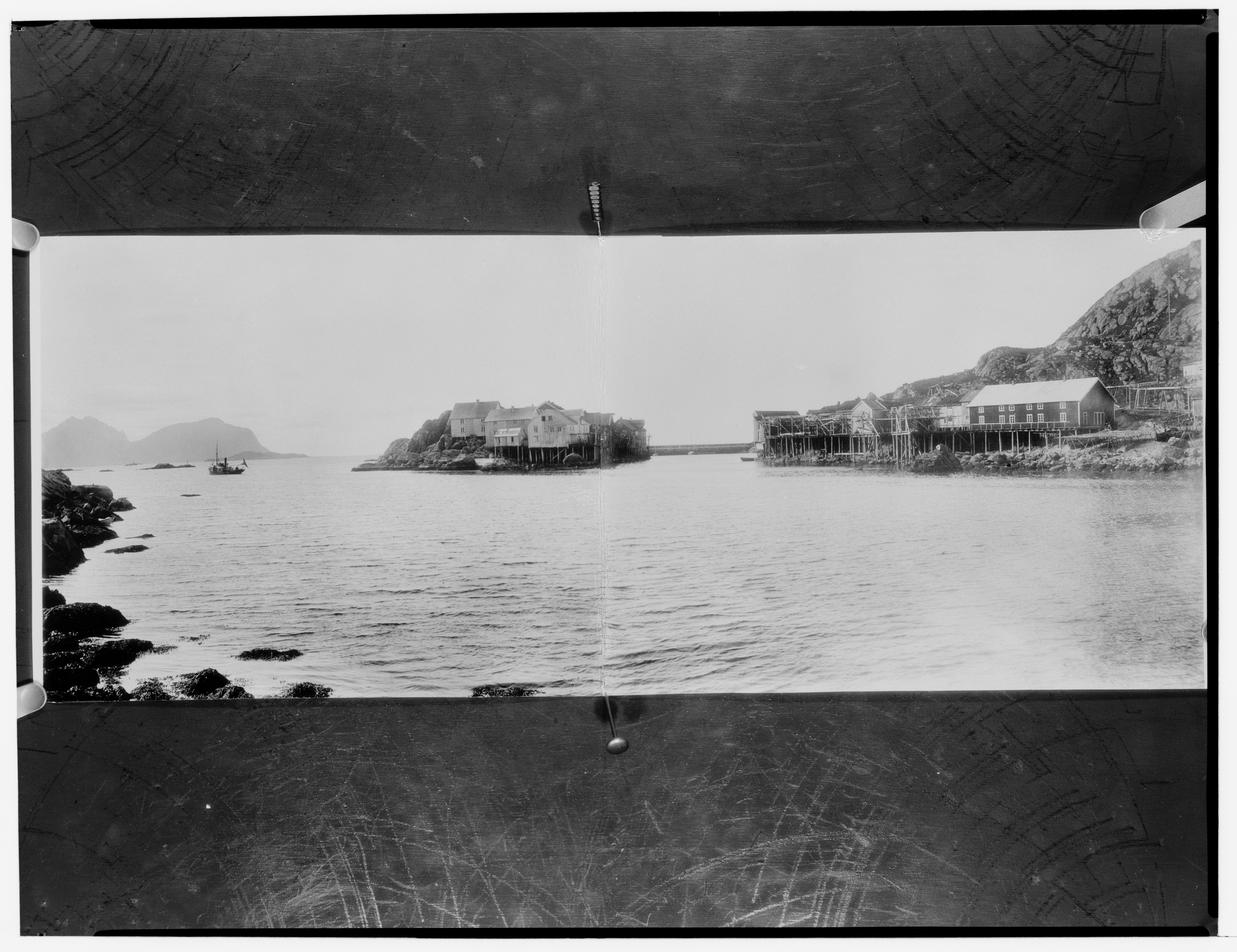
Nyksund um 1900–1910

Nyksund ist ein etwa 20 Einwohner sowie bis zu 40 Touristen zählendes Fischerdorf auf den Vesterålen im Norden Norwegens. Es liegt im Nordwesten der Insel Langøya, gehört zur Kommune Øksnes und ist von Myre über eine auf den ersten Kilometern asphaltierte und im weiteren Verlauf nur geschotterte Straße zu erreichen.

## Topografie
Der Ort liegt auf den beiden Inseln Nyksundøya und Ungsmaløya, welche mit einem ab 1874 erbauten Wellenbrecher verbunden sind und hinter diesem Damm einen geschützten Hafen bilden. Im Nordosten von Nyksund verbindet seit 1961 ein weiterer Damm, über den seither eine Zufahrtsstraße zum Dorf führt, die Insel Nyksundøya mit der Hauptinsel Langøya. Südöstlich von Nyksund erhebt sich der 185 m hohe Berg Nyken.

## Geschichte
Die Blütezeit des Ortes begann ab etwa 1860, eine Zeit zu welcher der winterliche Heringsfang in den gesamten äußeren Vesterålen an Bedeutung gewann. Um das Jahr 1900 war Nyksund mit rund 250 ständigen Einwohnern das damals zweitgrößte Fischerdorf der Vesterålen. Hinzu kamen noch auswärtige Fischer, die zu den Hauptfangsaisonen in Nyksund ihrer Arbeit nachgingen. Die Nähe zu den reichen Fischgründen vor der Küste Vesterålens war hierfür ein entscheidender Faktor. Nicht nur Hering, sondern auch Kabeljau spielte hierbei eine bedeutende Rolle. Während der Wanderung zu den Laichplätzen in den weiter südlich liegenden Lofoten ziehen Kabeljauschwärme nahe an der Küste vor Nyksund vorbei. Im Jahr 1934 gab es in Nyksund einen großen Brand, bei dem viele der ursprünglichen Gebäude des auf der Nyksundøya liegenden Teil des Dorfes zerstört wurden. Im Jahr 1948 erfolgte der Anschluss Nyksunds an das öffentliche Stromnetz des Energieversorgers Vesterålens Kraftlag (heute Vesterålskraft), Mitte der 1950er Jahre folgte die Wasserversorgung. 1960 schließlich wurde auch die Straßenverbindung nach Nyksund fertig gestellt. Bis dahin war Nyksund nur auf dem Seeweg oder zu Fuß erreichbar gewesen. Mit Aufkommen größerer und motorisierter Fischereiboote wanderten jedoch nach und nach in Nyksund ansässige Fischer in andere Orte ab. Zum einen bot der kleine Naturhafen von Nyksund nicht mehr ausreichend Platz für die größer werdenden Boote. Zum anderen verlor die unmittelbare Nähe der Fischgründe mit dem technischen Fortschritt der Fischereiflotte an Bedeutung und führte zu einer Zentralisierung des Siedlungsmusters. Andere Faktoren, etwa das Vorhandensein von Kühlinfrastruktur und besserer Vermarktungsmöglichkeiten, wie sie beispielsweise im 13 Kilometer entfernten Myre zusehends entstanden, traten nun in den Vordergrund. Ab Anfang der 1970er Jahre war Nyksund vorübergehend vollkommen verlassen, nachdem die letzten verbliebenen ständigen Bewohner des Dorfes mit der Zahlung staatlicher Räumungsgelder zum Wegzug bewegt wurden.

## Nyksund-Projekt der TU Berlin 1985–1990
1985 entdeckte der Sozialpädagoge Burkhard Herrmann, damals Wissenschaftlicher Assistent von Gunther Soukup an der TU Berlin, zusammen mit einigen Studenten im Rahmen eines „Theorie-Praxis-Seminars“ den zu dieser Zeit verlassenen Ort wieder und begann, ihn „instandzubesetzen“, um dort eine internationale Jugendbegegnungsstätte aufzubauen. Hochschullehrer verhandelten im Namen der Universität und eines eingetragenen Vereins mit den Hausbesitzern sowie mit der Kommune nebenan und erreichten eine Übernahme vieler Wohnhäuser und der Lagerhallen im Hafen für sieben Jahre – unter vielen Auflagen, aber mietfrei. Ein Sozialpädagoge wohnte jeweils im Sommerhalbjahr durchgehend am Ort und verwaltete bzw. moderierte Gruppen von betreuten Jugendlichen über Jugendämter verschiedener westeuropäischer Länder. Diese renovierten die Häuser, in denen sie kostenfrei für die Zeit der Workshops im Workcamp Nyksund wohnen durften. Es wurde auch zentral gemeinsam gekocht, politisch diskutiert und in der eigenen Diskothek gefeiert. Am Ort wurden für Teilgruppen sozialpädagogisch betreute Projekte wie z. B. Klettern/Bergsteigen organisiert.
Durch das engagierte Leben der ausländischen Gäste wurde ein Teil der norwegischen Hausbesitzer neu motiviert, selbst wieder zumindest phasenweise ihr Eigentum zu pflegen und zu beleben. Zur Enttäuschung der Projektleitung konnte nach 1989 keine Verlängerung der Pacht eines kompletten Dorfes mit den Verantwortlichen erreicht werden.

### Wiederbelebung nach 1990
Seit einigen Jahren wird es wiederbelebt.
Das Ortsbild prägen die bunten Fischerhäuser, die sich in eine schmale Bucht zwängen. Teilweise sind sie noch verfallen, einige schon renoviert und eingerichtet. Bekannt geworden ist Nyksund inzwischen für seine Reggae- und Ska-Konzerte sowie seine Gastronomie. In den letzten Jahren stieg der Anteil norwegischer Bewohner wieder.
Allgemein wird in dem Ort auf Ursprünglichkeit Wert gelegt und versucht der begrenzten Anzahl an Touristen ein authentisches Bild der ursprünglichen Lebensweise zu vermitteln. In Nyksund beginnt auch die Wanderroute Königinnenweg, welche sich nach einem ersten Anstieg teilt und für eher ungeübte Wanderer an der Küste entlangführt und für erfahrene Wanderer seinen Weg durch die Berge findet. Beide Wege enden im Nachbardorf Stø und können gegebenenfalls als Rundwanderweg genutzt werden. Walsafaris werden von Stø aus unternommen.